# Ant People
Ant People je drugi album novomeške skupine Moveknowledgement, izdan leta 2005 pri študentski založbi Goga Records. Glasbeni slog je na tem albumu bolj osredotočen na jazz in funk prvinah.

## Seznam pesmi
| Št.             | Naslov                | Dolžina |
| --------------- | --------------------- | ------- |
| 1.              | „Vancouver Airport‟   | 4:05    |
| 2.              | „Safe & Sound‟        | 3:44    |
| 3.              | „Soundclash‟          | 3:25    |
| 4.              | „Ant People‟          | 3:41    |
| 5.              | „Second Chance‟       | 3:19    |
| 6.              | „Olympics‟            | 5:58    |
| 7.              | „Roots of the Baobab‟ | 4:11    |
| 8.              | „Mission to Bombay‟   | 4:51    |
| 9.              | „Lonelyness‟          | 4:42    |
| 10.             | „Night Life‟          | 5:03    |
| 11.             | „Secret‟              | 6:43    |
| Skupna dolžina: | Skupna dolžina:       | 49:47   |

## Zasedba

### Moveknowledgement
- N'toko – raperski vokal
- Uroš Weinberger – Wein – kitara
- David Cvelbar – bobni
- Miha Šajina – klaviature
- Dejan Slak – bas kitara
- Sandra Tomović – pevski vokal
- Mitja Turk – saksofon
- Gregor Turk – trobenta

### Ostali
- Jelena Ždrale − violina
- Igor Matkovič − trobenta